# Racing Aeolus
Racing Aeolus is een internationale competitie tussen door wind aangedreven voertuigen. De voertuigen rijden hierbij tegen de wind in. Het wordt jaarlijks in augustus gehouden op de Helderse Zeedijk in Den Helder. De edities van 2009 en 2010 werden gehouden op Luchthaven Stauning in Denemarken.

## Geschiedenis
De eerste editie vond plaats in 2008 als onderdeel van het evenement rondom de The Tall Ships’ Races in Den Helder. Door problemen met de sponsoring vonden de edities van 2009 en 2010 plaats in Denemarken en het evenement werd in 2010 ook wel Wind Turbine Race genoemd. Vanaf 2011 vindt het evenement weer plaats in Den Helder.
Vanaf 2014 wordt de Gerard-Broers-Innovatieprijs uitgereikt, vernoemd naar de in dat jaar overleden winnaar van 2013. Vanaf 2015 wordt een dragrace verreden.
In 2009 werd er een prijs ingesteld voor het behalen van 100% efficiëntie. Deze prijs van €1000, uitgelooft door ECN werd in 2016 gewonnen door het team WinDTUrbineracer van Danmarks Tekniske Universitet. DTU loofde daarna een prijs uit van €1250 voor het team dat als eerste 125% efficiëntie haalt.
De edities van 2020 en 2021 vonden door de coronapandemie geen doorgang.

## Race
De competitie bestaat uit vier onderdelen; de Racing Aeolus Cup wordt uitgereikt aan het team dat het beste presteert op alle vier de onderdelen. Tijdens de endurance-races strijden teams in meerdere races om het hoogste wach-nummer Tijdens deze races wordt ook gekeken naar wie de snelste race heeft gereden. Daarnaast is er een dragrace waarbij teams tegen elkaar rijden. Om de prijs voor innovatie te winnen, moeten teams creatieve en nieuwe manieren vinden om problemen die tijdens het ontwerpen van een door wind aangedreven voertuig ontstaan op te lossen.

## Edities
| Editie | Datum                | Aantal teams (voertuigen) | Winnaar algemeen                           | Winnaar endurance race (gem. efficiëntie) | Snelste race        | Winnaar innovatieprijs        | Winnaar dragrace              | Nieuwkomersprijs  |
| ------ | -------------------- | ------------------------- | ------------------------------------------ | ----------------------------------------- | ------------------- | ----------------------------- | ----------------------------- | ----------------- |
| 1      | 20 augustus 2008     | 6                         | UvS InVento, Ventomobile                   |                                           | 64% ex-WR (InVento) | UvS Invento                   |                               |                   |
| 2      | 24-29 september 2009 | 5                         | HvA Spirit of Amsterdam 1                  |                                           |                     | DTU WinDTUrbineracer          |                               |                   |
| 3      | 23-26 september 2010 | 8 (10)                    | HvA Spirit of Amsterdam 2                  |                                           | 66% ex-WR (HvA)     | HI Delft, Anemo II            |                               |                   |
| 4      | 17-21 augustus 2011  | 14                        | DTU WinDTUrbineracer                       | DTU WinDTUrbineracer (51%)                | 74,5% ex-WR (DTU)   |                               |                               |                   |
| 5      | 22-25 augustus 2012  | 7                         | ÉTS Chinook 2                              | ÉTS Chinook 2 (58,5%)                     | 73% (ÉTS)           |                               |                               |                   |
| 6      | 22-24 augustus 2013  | 10 (17)                   | Broers Multiservice Racing Team, TurboTwin | BMRT TurboTwin (54,2%)                    | 82,6% ex-WR (ÉTS)   |                               |                               |                   |
| 7      | 21-23 augustus 2014  | 11 (9)                    | ÉTS Chinook 4                              | ÉTS Chinook 4 (89,96%)                    | 96,91% ex-WR (ÉTS)  | ÉTS Chinook 4                 |                               |                   |
| 8      | 20-22 augustus 2015  | 9 (10)                    | DTU WinDTUrbineracer (mechanische kar)     | DTU WinDTUrbineracer (mech. kar) (62,51%) | 69,71% (ÉTS)        | UvS InVentus                  | ÉTS Chinook 5                 |                   |
| 9      | 18-20 augustus 2016  | 7 (8)                     | DTU WinDTUrbineracer                       | DTU WinDTUrbineracer (92,59)              | 101,76% ex-WR (DTU) | ÉTS Chinook 6                 | UvS InVentus                  |                   |
| 10     | 24-26 augustus 2017  | 7 (9)                     | ÉTS Chinook 7                              | ÉTS Chinook 7 (98,76%)                    | 102,45% ex-WR (ÉTS) | ÉTS Chinook 7                 |                               |                   |
| 11     | 23-26 augustus 2018  | 7 (8)                     | ÉTS Chinook 8                              | DTU WinDTUrbineracer - Mech2018 (99,7%)   | 113,97 ex-WR (ÉTS)  | UvS InVentus                  | ÉTS Chinook 8                 |                   |
| 12     | 22-24 augustus 2019  | 7 (8)                     | ÉTS Chinook 9                              | ÉTS Chinook 9 (105,48%)                   | 114,82% WR (ÉTS)    | FK Baltic TwinThunder         | ÉTS Chinook 9                 |                   |
| 13     | 23-25 augustus 2022  | 7                         | HvA Spirit of Amsterdam                    | DTU WinDTUrbineracer (mech. kar) (51%)    | 70% (ÉTS)           | FlensForward                  | HvA Spirit of Amsterdam       |                   |
| 13     | 22-24 augustus 2023  | 7                         | ÉTS Chinook 11                             | ÉTS Chinook 11                            | 76% (ÉTS)           | HVA Spirit of Amsterdam Bries | HVA Spirit of Amsterdam Bries | AinShamuniversity |
| 14     | 20-22 augustus 2024  | 6 (7)                     |                                            |                                           |                     |                               |                               |                   |

1. ↑  InVento won ook een prijs voor de effectiviteit van hun pr-werk.
2. ↑  DTU had tijdens een eerdere race van editie 9 het wereldrecord al verbeterd naar 97,84%.[16]
3. ↑  DTU reed eerder die dag 113,09% en had dus kort het wereldrecord in handen.[19][20]